# Westfield Miranda
Westfield Miranda (aussi connu sous le nom Miranda Fair) est un grand centre commercial d'Australie situé dans la banlieue de Miranda, dans le sud de Sydney, en Nouvelle-Galles du Sud. Il se trouve près de la gare de Miranda.

## Management
Il est géré par le groupe Scentre (en), qui en détient 50 pour cent (les autres 50 pour cent sont détenus par Dexus (en)),.

## Histoire
À son ouverture en 1964, Miranda Fair était un centre commercial Myer. Conçu par le cabinet Tomkins, Shaw & Evans Architects, il a été construit à l'emplacement d'une ancienne briqueterie. C'était le premier centre commercial de Sydney à avoir deux grands magasins, Grace Bros. (en) et David Jones. La bibliothèque publique de Miranda s'est aussi installée dans le centre en 1964. Miranda Fair a été racheté par Westfield (en) en 1969. À cette occasion, le centre a été réaménagé pour 10 millions de dollars, atteignant une surface de 37 000 m2,. En 2013, il appartenait pour 50% à Dexus Wholesale Property Fund (en), pour 25% au Westfield Retail Trust et pour 25% au groupe Scentre (en).
En 1985, la bibliothèque de Miranda a quitté Miranda Fair pour s'installer dans ses nouveaux bâtiments

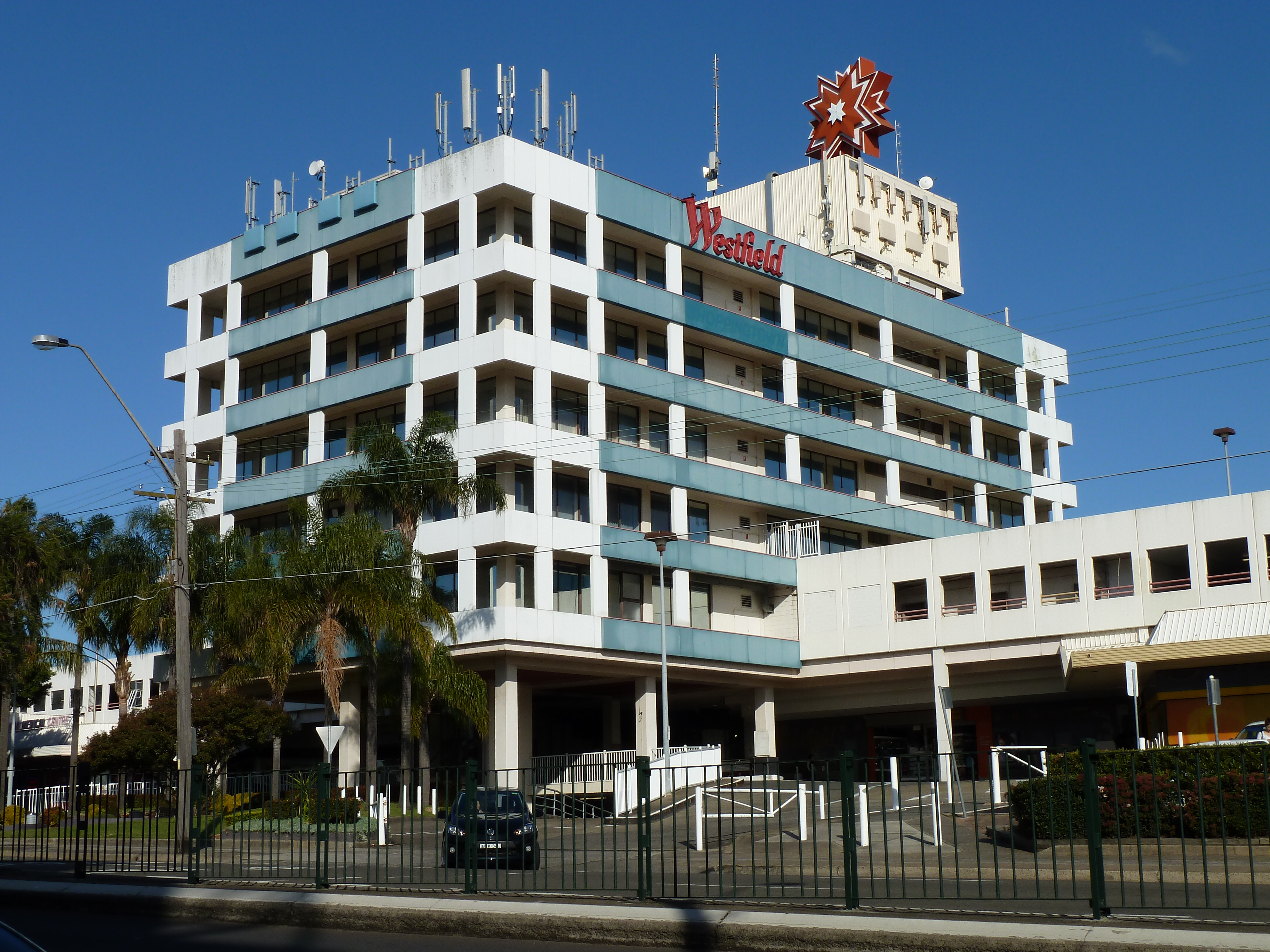
L'étoile sur l'immeuble de bureaux (démoli en 2013).

Miranda Fair était facilement reconnaissable à la grande étoile à huit branches qui tournait lentement à son sommet. Cette étoile, unique parmi les centres commerciaux de Westfield (en), était éclairée la nuit. Elle a été abattue fin juillet 2013, au moment de la rénovation de 2013-2014, qui impliquait la démolition de l'immeuble de bureaux où elle se trouvait,.

## Sources
- (en) Cet article est partiellement ou en totalité issu de l’article de Wikipédia en anglais intitulé « Westfield Miranda » (voir la liste des auteurs).